# Melanotaenia fluviatilis
Melanotaenia fluviatilis is een straalvinnige vissensoort uit de familie van de regenboogvissen (Melanotaeniidae). De wetenschappelijke naam van de soort is voor het eerst geldig gepubliceerd in 1878 door Castelnau.